# Guallatiri
Der Guallatiri (auch Guallatire) ist einer der aktivsten Vulkane in den Anden und liegt im Norden Chiles, nur wenig von der bolivianischen Grenze entfernt, 155 Kilometer östlich von Arica im Nationalpark Lauca. Der Schichtvulkan erreicht eine Höhe von etwa 6071 Meter über dem Meeresspiegel und ist damit nach dem Ojos del Salado mit 6883 Meter und dem Llullaillaco mit 6739 Meter der dritthöchste aktive Vulkan weltweit. Der letzte Ausbruch war im Jahre 1960.
Der Gipfel kann mit behördlicher Genehmigung über einen steilen, teilweise schneebedeckten Hang und einen anschließenden Firngrat (Steigeisen erforderlich) relativ einfach bestiegen werden. Es  besteht außerdem die Möglichkeit, sich mit einem Geländefahrzeug (2000 kostete das 120 Dollar) bis auf ca. 5200 Meter hinauffahren zu lassen, was die Besteigung auf eine Tagestour reduziert.